# Miquel Arnau de Gelcen
Miquel Arnau de Gelcen   (Barcelona, 1 de juliol de 1915 - 29 de novembre de 1997) fou un promotor, empresari i dirigent esportiu català vinculat al món de l'automobilisme.
Competí en algunes curses d'automobilisme entre 1954 i 1956. Fou president de relacions esportives de la Penya Motorista Barcelona, dins la qual participà en l'organització de les primeres 24 Hores de Montjuïc (1955). Impulsà la Pujada a l'Arrabassada, el Ral·li dels Pirineus, el Ral·li de les Dues Catalunyes, el Critèrium Montseny-Guilleries i la Pujada al Montseny. Fou comissari d'importants curses internacionals, vicepresident de la Federació Espanyola d'Automobilisme (1961-91) i membre de la junta directiva del Reial Automòbil Club de Catalunya, on exercí com a president de la comissió esportiva durant 25 anys. Presidí la Federació Catalana d'Automobilisme durant la dècada de 1960 i dirigí diverses curses com la Volta Automobilística de Catalunya i el Ral·li Catalunya. Aconseguí que el Ral·li Catalunya-Costa Brava fos inclòs com a prova oficial del Campionat Mundial de Ral·lis (1991), i fou un dels impulsors del Circuit de Catalunya. Rebé la medalla de plata al mèrit esportiu (1969).